# Bulbophyllum pyridion
Bulbophyllum pyridion är en orkidéart som beskrevs av Jaap J. Vermeulen. Bulbophyllum pyridion ingår i släktet Bulbophyllum och familjen orkidéer. Inga underarter finns listade i Catalogue of Life.